# 팔라추올로술세니오
팔라추올로술세니오(이탈리아어: Palazzuolo sul Senio)는 이탈리아 토스카나주 피렌체현에 있는 코무네다. 피렌체에서 북동쪽 45km 거리에 있다.